# Роман Малиновський
Роман Малиновський (нар. 12 серпня 1918, Львів, в Україні — пом. 25 серпня 2016, Гетеборг) — польсько-шведський інженер та професор будівельної науки в Технічному університеті Чалмерса в Гетеборзі.

## Життєпис
Малиновський виріс у Тарнові, але повернувся до свого міста народження, щоб навчатися в Львівському університеті.
У Чалмерсі він займався дослідженнями та розробкою різних властивостей бетону, і отримував гранти від Державної ради з будівництва для його роботи у 1960-х роках.
Малиновський також був гостьовим професором в Університеті Васеда в Токіо в 1970-х і 1980-х роках.
Малиновський досліджував різні історичні будівельні матеріали, деякі з яких були схожі на бетон. Досліджував тисячорічні споруди, описував їхню структуру і властивості.
У 1999 році Малиновський отримав медаль Фронтіна за весь свій науковий доробок. Товариство імені Фронтіна вказувало, що він мав визначну публікацію в технології бетону, де він досліджував бетон в давнину, і що: «Ми повинні подякувати за те, що нам вдалося визначити, що найстаріший з будівельних матеріалів з'явився ще у XVII ст. до народження Христа.». Це товариство сприяє дослідженням у галузі водного машинобудування. Назване на честь Секста Юлія Фронтіна (35-103 н. е.) — римського державного діяча, інженера й письменника, який керував водогонами міста.
З 1941 року був одружений з бібліотекаркою Марією Малиновською (1917—1999).